# Sarah Loko
 (mai 2023).
Si vous disposez d'ouvrages ou d'articles de référence ou si vous connaissez des sites web de qualité traitant du thème abordé ici, merci de compléter l'article en donnant les références utiles à sa vérifiabilité et en les liant à la section « Notes et références ».
Pour les articles homonymes, voir Loko.
Sarah Loko, née le 14 octobre 1986 au Blanc-Mesnil, est une judoka, pratiquante de sambo, modèle photo et actrice franco-belge.
Auparavant en catégorie « moins de 57 kg », elle évolue aujourd'hui en « moins de 63 kg ». Elle est notamment sacrée championne de France de sambo en 2015, après avoir fait une pause judo de trois ans.
Aux Jeux européens de 2015, elle obtient également la médaille de bronze en sambo.
Elle évolue en judo depuis janvier 2016 sous les couleurs de la Belgique.

## Biographie
Sarah Loko est la deuxième enfant d'une famille de trois sœurs ayant toutes pratiqué le judo. C'est la seule qui a continué vers le niveau international.
Elle commence le judo à l'âge de six ans au CYS de La Courneuve (Courneuviens Yvonniens Sports), un dojo situé en plein cœur d'une paroisse d'église après que sa grande sœur Virginie alors âgée de 10 ans ait montré le chemin.
Son père César, ancien footballeur originaire de la République Démocratique du Congo, décide de choisir pour ses filles un art martial car il pense que celui-ci leur permettra d'apprendre le respect des autres et surtout à se défendre, car à l'époque la famille Loko habite à Drancy (Seine-Saint-Denis) dans une zone assez sensible.
Très vite Roger Bérard, son entraîneur de l'époque décèle un talent chez la petite fille qui est à peine au cours préparatoire et qui révèle un caractère de bagarreuse.
Dès son plus jeune âge, elle remporte les compétitions départementales mais aussi régionales avec pour la plupart du temps des combats très courts et décisifs.
En 2003, elle termine à la cinquième place du championnat de France Cadets. Entraînée par l'ancien vice-champion olympique Larbi Benboudaoud, elle intègre quelques mois plus tard le Pôle Espoir d'Amiens alors dirigé par Catherine Fleury (championne olympique 1992 à Barcelone) et Patrice Rognon.
Elle y reste seulement une saison, car ses résultats sportifs, dont une finale aux championnats de France UNSS, attirent l'attention de la Direction technique nationale, plus particulièrement du Pôle France d'Orléans.
Un an plus tard, soit en 2005, elle entre dans le collectif INSEP, qui réunit l'ensemble des disciplines olympiques dont les équipes de France de judo.
Avec pas moins de 20 podiums en tournois internationaux à son actif, elle reste à l'INSEP de 2004 à 2013, avant une grave blessure au pied survenue lors des championnats de France 2012 à Montpellier, qui l'éloigne des tatamis pendant près d'un an.
Soucieuse du manque d'intérêt du staff français à son égard et au vu de la concurrence, en 2014, elle décide d'entamer des procédures afin d'obtenir la nationalité belge. Son choix est influencé par ses origines de la République démocratique du Congo (ancienne colonie belge).
Ce n'est que deux ans plus tard, en janvier 2016, qu'elle reçoit son passeport belge. Elle ne parvient pas à obtenir la qualification pour les Jeux olympiques, les épreuves pour obtenir cette dernière ayant commencé depuis mai 2014. Elle réussit tout de même à décrocher une médaille d'or au Continental Open de Santiago du Chili, une médaille d'argent au Continental Open de Lima et une septième place au Continental Open de Buenos Aires, sous la bannière belge dans sa nouvelle catégorie.
Dans l'émission diffusée par France 2 « Complément d'enquête », elle parle de ses problèmes : sa grave blessure au pied gauche et l'abandon de la Fédération française de judo après avoir été sélectionnée olympique quelques mois auparavant.
Sarah Loko est aussi modèle photo. En 2016, elle sort un calendrier photo sexy intitulé « Welcome to My world » , afin de financer sa saison sportive. Elle a également joué dans le film français Mercuriales sorti en 2014, dont le réalisateur est Virgil Vernier. Elle pratique aussi le chant, tout comme son père, chanteur dans une chorale d'église. Ses chanteuses préférées sont entre autres Amy Winehouse, Tina Turner ou encore Beyoncé.
Elle est diplômée en management des organisations sportives et en journalisme. Elle a exercé au sein de la télévision Kombat Sport, spécialiste des sports de combat, en tant que journaliste en presse écrite.
Depuis le 15 octobre 2016, elle est mariée à l'ex-judoka allemand Daniel Gürschner, champion d'Europe 1998 (-100 kg), avec lequel elle a un fils en 2018

## Palmarès en judo
| Année | Résultat | Compétition                                                                 | Catégorie |
| ----- | -------- | --------------------------------------------------------------------------- | --------- |
| 2018  | 5e       | Coupe européenne Seniors - Bratislava                                       | -70 kg    |
| 2017  | 7e       | European open Sofia                                                         |           |
| 2016  | 1re      | Panamerican Open Seniors - Santiago                                         | -63 kg    |
| 2016  | 7e       | Panamerican Open Seniors - Buenos Aires                                     | -63 kg    |
| 2016  | 2e       | Panamerican open Seniors Lima                                               | -63 kg    |
| 2014  | 7e       | European Club Championships par équipe Seniors - Hoofddorp                  |           |
| 2014  | 3e       | Championnat National Seniors – Bruges                                       | -63 kg    |
| 2014  | 3e       | Championnats de France 1re division par équipe Seniors - La Roche-sur-Yon   |           |
| 2013  | 1re      | Coupe d'Europe des Clubs par équipe Seniors - Paris - INJ                   |           |
| 2013  | 2e       | Championnats de France 1e division par équipe Seniors - Villebon-sur-Yvette |           |
| 2013  | 3e       | Demi-finales championnats de France Seniors - Paris - INJ                   | -63 kg    |
| 2012  | 2e       | Championnats d'Europe par équipe Seniors - Chelyabinsk                      |           |
| 2012  | 5e       | Championnats d'Europe Seniors - Chelyabinsk                                 | -57 kg    |
| 2012  | 3e       | Tournoi World Cup Seniors - Varsovie                                        | -57 kg    |
| 2012  | 5e       | Tournoi Grand Chelem Seniors - Paris                                        | -57 kg    |
| 2012  | 5e       | World Masters Seniors - Almaty                                              | -57 kg    |
| 2011  | 5e       | Tournoi Grand Chelem Seniors - Tokyo                                        | -57 kg    |
| 2011  | 3e       | Tournoi Grand Prix Seniors - Amsterdam                                      | -57 kg    |
| 2011  | 5e       | Championnats de France 1e division par équipe Seniors - Lievin              |           |
| 2011  | 3e       | Championnats de France 1e division Seniors - Lievin                         | -57 kg    |
| 2011  | 7e       | Tournoi World Cup Seniors - Minsk                                           | -57 kg    |
| 2011  | 1re      | Championnats du Monde par équipe Seniors - Paris                            |           |
| 2011  | 7e       | Championnats de France 1e division par équipe Seniors - Amiens              |           |
| 2011  | 1re      | European Cup Seniors - British Open                                         | -63 kg    |
| 2011  | 1re      | Tournoi Seniors - Open de la Guadeloupe - Petit-Bourg                       | -63 kg    |
| 2011  | 1re      | Tournoi World Cup Seniors - Prague                                          | -57 kg    |
| 2011  | 5e       | Tournoi Grand Chelem Seniors - Paris                                        | -57 kg    |
| 2010  | 3e       | Tournoi Grand Prix Seniors - Qingdao                                        | -57 kg    |
| 2010  | 5e       | Championnats du Monde par équipe Seniors - Antalya                          |           |
| 2010  | 2e       | Tournoi World Cup Seniors - Birmingham                                      | -57 kg    |
| 2010  | 2e       | Tournoi World Cup Seniors - Bucarest                                        | -57 kg    |
| 2010  | 1re      | Tournoi World Cup Seniors - Le Caire                                        | -57 kg    |
| 2010  | 5e       | Tournoi Grand Prix Seniors - Tunis                                          | -57 kg    |
| 2010  | 5e       | Tournoi Grand Chelem Seniors - Paris                                        | -57 kg    |
| 2010  | 3e       | Championnats de France 1e division Seniors - Montbelliard                   | -57 kg    |
| 2009  | 1re      | Tournoi Grand Prix Seniors - Quindao                                        | -57 kg    |
| 2009  | 1re      | Jeux de la Francophonie Seniors - Beyrouth                                  | -57 kg    |
| 2009  | 2e       | Universiades Seniors - Belgrade                                             | -57 kg    |
| 2009  | 3e       | Tournoi continental Seniors - Swiss Open                                    | -63 kg    |
| 2009  | 2e       | Championnats de France 1e division Seniors - Paris                          | -57 kg    |
| 2008  | 3e       | Tournoi Super World Cup Seniors - Tokyo - Kano Cup                          | -57 kg    |
| 2008  | 3e       | Tournoi Seniors - Troyes                                                    | -63 kg    |
| 2008  | 2e       | Championnats du Monde par équipe Seniors - Tokyo                            |           |
| 2008  | 3e       | Tournoi Open Seniors - Tre-Torri                                            | -57 kg    |
| 2008  | 2e       | Tournoi Super World Cup Seniors - Moscou                                    | -57 kg    |
| 2008  | 1re      | Tournoi International Seniors - Swiss Open                                  | -57 kg    |
| 2008  | 1re      | Championnats de France 1e division Seniors - Toulon                         | -57 kg    |
| 2006  | 7e       | Tournoi World Cup Seniors - Rome                                            | -57 kg    |
| 2006  | 3e       | Championnats de France 1e division Seniors - Amiens                         | -57 kg    |
| 2005  | 7e       | Tournoi Seniors - Masters 92 - Nanterre                                     | -63 kg    |
| 2005  | 5e       | Championnats d'Europe Seniors -23 ans - Kiev                                | -57 kg    |
| 2005  | 5e       | Tournoi Label A FFJDA Seniors - Wasquehal                                   | -57 kg    |
| 2005  | 3e       | Tournoi International Juniors - Lyon                                        | -57 kg    |
| 2005  | 1re      | Championnats de France Juniors - Paris                                      | -57 kg    |
| 2005  | 1re      | Championnats de France Universitaires 1e division Seniors - Chatellerault   | -57 kg    |
| 2005  | 3e       | Tournoi Super World Cup Seniors - Paris                                     | -57 kg    |
| 2005  | 3e       | Championnats de France 1e division Seniors - Villebon                       | -57 kg    |
| 2004  | 5e       | Championnats d'Europe Juniors - Sofia                                       | -57 kg    |
| 2004  | 3e       | Championnats de France 2e division Seniors - Coubertin                      | -57 kg    |

## Palmarès en sambo
- Médaille de bronze aux Jeux européens 2015
- 5e des championnats d'Europe 2015
- Championne de France en 2015